# Dankowice Pierwsze
Dankowice Pierwsze is een plaats in het Poolse district  Kłobucki, woiwodschap Silezië. De plaats maakt deel uit van de gemeente Krzepice en telt 400 inwoners.